# Kościół św. Mikołaja Biskupa w Grójcu
Kościół świętego Mikołaja Biskupa w Grójcu – rzymskokatolicki kościół parafialny na terenie  dekanatu grójeckiego archidiecezji warszawskiej.

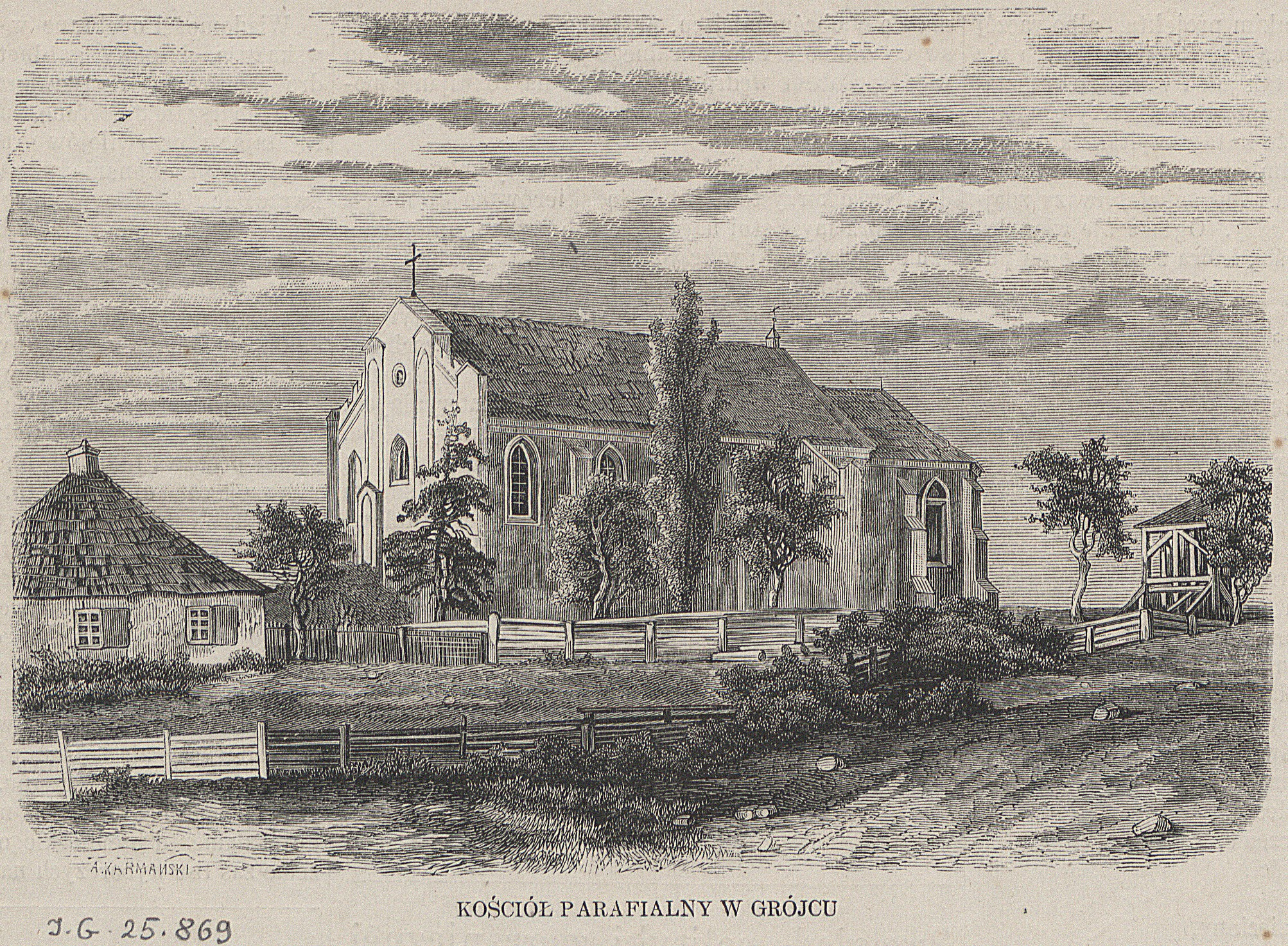
Kościół na grafice z XIX w.

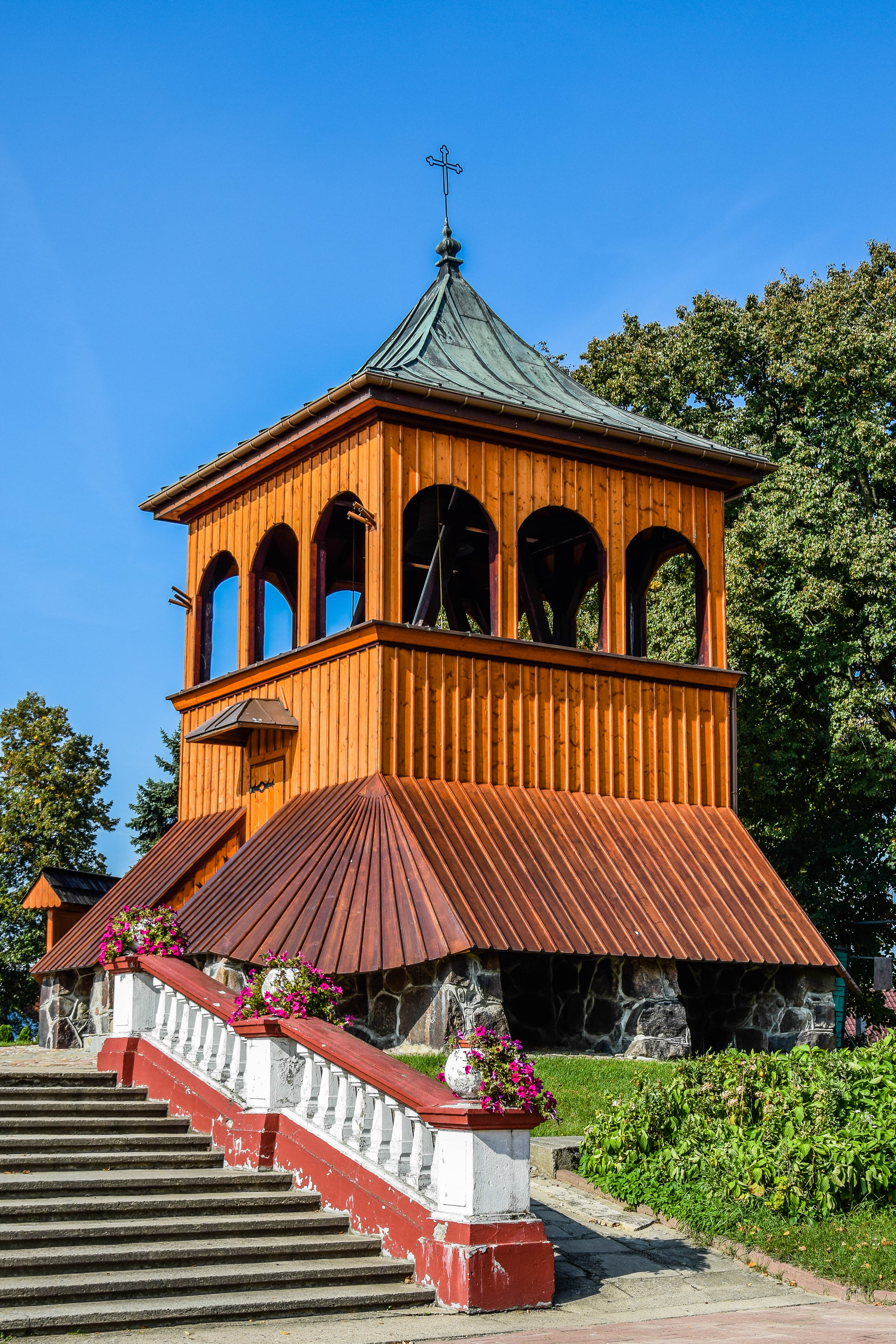
Dzwonnica

Jednonawowa gotycka, orientowana świątynia została ufundowana zapewne przez księcia mazowieckiego, Janusza I Starszego. Budowa prezbiterium zakończyła się w 1398 roku, natomiast całą świątynię ukończono w 1480 roku. W latach 1520 – 1530 budowla została gruntownie rozbudowana. W 1599 roku, dzięki staraniom grójeckiego proboszcza ks. Wawrzyńca Pindoviusa została dobudowana kaplica boczna świętej Anny, a druga została wzniesiona prawdopodobnie w XVII stuleciu. Na początku XVII stulecia zostały wybudowane: murowana zakrystia i dzwonnica. W czasie potopu szwedzkiego budowla została obrabowana i spalona. Jej odbudowa zakończyła się w 1746 roku. Na początku XIX stulecia kościół znalazł się w bardzo złym stanie technicznym. W latach 1828, 1833 i 1868 dzięki staraniom ks. Kazimierza Celińskiego – proboszcza i dziekana grójeckiego świątynia była remontowana i upiększana. Kościół został wtedy pozbawiony wież od strony zachodniej.
Kościół ucierpiał w pierwszych dniach  II wojny światowej. Odbudowany został już w grudniu 1939 roku, ale prace wykończeniowe trwały jeszcze latami.
Ołtarz główny pochodzi z 1870 roku. Znajduje się w nim Obraz Chrystusa Ukrzyżowanego. Na ścianie po lewej stronie ołtarza jest powieszony krucyfiks w stylu późnogotyckim. Lewy ołtarz boczny poświęcony jest Matce Bożej Różańcowej, prawy – świętej Annie. Do lewej nawy przylega kaplica św. Mikołaja, do prawej – kaplica Matki Bożej Częstochowskiej. Chrzcielnica wykonana z piaskowca posiada datę 1482.
Gotycka świątynia św. Mikołaja zbudowana jest z cegły w układzie polskim, z użyciem kamieni polnych w podmurówce. Zachodnia fasada neogotycka pochodzi z 1833. Podobnie jak boczne kaplice jest otynkowana. Na południowej stronie kościoła znajduje się zegar słoneczny z datą 1621 i łacińską inskrypcją. Nad głównymi drzwiami tablica dewocyjna z XVII w. z rzeźbą Chrystusa Ukrzyżowanego, Matki Boskiej Bolesnej i św. Jana Ewangelisty.
Wewnątrz kościoła wejście z prezbiterium do zakrystii (dawnego skarbczyka) ozdobione gotyckim portalem z drzwiami z XVI -XVII wieku.
W kaplicach i dawnym skarbcu sklepienia kolebkowe. W zakrystii strop belkowany. Od strony zachodniej chór muzyczny drewniany wsparty na dwóch słupach. Dachy dwuspadowe, po remoncie z 2024 r. kryte blachą miedzianą.
Wśród zabytków znajdujemy chrzcielnicę z piaskowca z datą 1482, znakiem kamieniarza i herbem Półkozic fundatora. Przy niej ochrzczono Piotra Skargę. według miejscowej tradycji rycerze idący na wojnę ostrzyli o nią swoje miecze. Druga chrzcielnica wykonana z marmuru pochodzi z XVII stulecia. Późnorenesansowa ambona została wykonana w pierwszej ćwierci XVII wieku
Na pierwszą ćwierć wieku XVII datowana jest późnorenesansowa ambona odnowiona w r. 1886 przez Walentego Jodłowskiego i ponownie odrestaurowana z częściowymi uzupełnieniami w r. 1940.
W świątyni umieszczono tablicę inskrypcyjną dla upamiętnienia ks. Piotra Skargi z 1855 roku ufundowaną przez fundację szpitala grójeckiego.
Przy kościele, na miejscu murowanej z 1603 roku, stoi zabytkowa drewniana dzwonnica wybudowana w 1889 roku.
Z XVII w. pochodzi marmurowa chrzcielnica z puklowaną czaszą, z herbem Półkozic i inicjałami Fundatora A W D P G.